# Leptolaimus maximus
Leptolaimus maximus är en rundmaskart som beskrevs av Benjamin G. Chitwood 1936. Leptolaimus maximus ingår i släktet Leptolaimus och familjen Leptolaimidae. Inga underarter finns listade i Catalogue of Life.